# Jennifer Ehle
Jennifer Ehle, född 29 december 1969 i Winston-Salem i North Carolina, är en amerikansk-brittisk skådespelare.
Ehle erhöll en BAFTA TV Award för bästa kvinnliga huvudroll för sin roll som Elizabeth Bennet i BBC:s miniserie  Stolthet och fördom från 1995. Bland hennes övriga tv-serier märks The Camomile Lawn (1992), Melissa (1997), A Gifted Man (2011–2012) och The Looming Tower (2018). Jennifer Ehle har också medverkat i biroller i filmer som Backbeat (1994) Wilde (1997), Sunshine (1999), The King's Speech (2010), Contagion (2011), Zero Dark Thirty (2012), Robocop (2014) och Fifty Shades of Grey (2015). Ehle har även porträtterat Lydia Marsh i The Miseducation of Cameron Post (2018).
Ehle är dotter till den amerikanske författaren John Ehle och den brittiska skådespelaren Rosemary Harris. Ehle växte upp i USA och England.
Ehle arbetar både i Storbritannien och USA, främst inom teater. För allmänheten är hon förmodligen mest känd för sin roll som Elizabeth Bennet i tv-serien Stolthet och fördom, baserad på Jane Austens roman med samma namn. Hon uppträder även på teaterscenen, och har bland annat spelat med Royal Shakespeare Company och uppträtt på Broadway.
Hon är gift med författaren Michael Ryan som hon har en son och en dotter med.

## Filmografi i urval
- 1992 – The Camomile Lawn (TV-serie)
- 1994 – Backbeat
- 1995 – Stolthet och fördom (TV-serie)
- 1997 – Melissa (TV-serie)
- 1997 – Wilde
- 1998 – Bedrooms and Hallways
- 1999 – Sunshine
- 2002 – Possession
- 2008 – Pride and Glory
- 2010 – The King's Speech
- 2011 – Maktens män
- 2011 – Contagion
- 2012 – Zero Dark Thirty
- 2014 – Robocop
- 2015 – Fifty Shades of Grey
- 2018 – The Miseducation of Cameron Post
- 2022 – 1923 (TV-serie)